# André Theuriet (Schwimmer)
André Armand Godefroy Theuriet (* 30. März 1887 in Lyon; † 21. März 1965 in Paris) war ein französischer Schwimmer und Rugbyspieler.

## Karriere
Theuriet nahm 1908 an den Olympischen Spielen in London teil. Hier erreichte er im Wettbewerb über 1500 m Freistil den dritten Rang seines Vorlaufes. Auch für den Wettbewerb über 400 m Freistil war der Sportler gemeldet, trat aber nicht an.
Neben dem Schwimmsport absolvierte er zwischen 1909 und 1913 fünf Länderspiele für die französische Rugbynationalmannschaft als Gedrängehalb. Auf nationaler Ebene war er in vielen weiteren Sportarten aktiv.
Im Ersten Weltkrieg kämpfte er als Sergeant in der französischen 103. Infanterie-Division. Nach Ende des Krieges kehrte er, hauptsächlich als Trainer, zum Rugbysport zurück.
Sein Großvater war der Dichter, Romanschriftsteller und Dramatiker André Theuriet.